# IFK Skövde
El IFK Skövde es un equipo de balonmano de la localidad sueca de Skövde. Actualmente milita en la Primera División de la Liga de Suecia de balonmano. No tiene ningún título en su palmarés nacional a pesar de ser uno de los principales clubes suecos en cuanto al desarrollo de jóvenes talentos se refiere. Su mayor logro a nivel internacional fue el triunfo en la EHF Challenge Cup de 2004. 

## Historia

### Inicios
El club se fundó el 23 de septiembre de 1907.

## Palmarés
- EHF Challenge Cup: 2004

## Jugadores históricos
- Robert Arrhenius
- Jonas Källman
- Fredrik Larsson
- Joakim Larsson
- Robert Lechte
- Pelle Linders
- Andreas Nilsson
- Johan Sjöstrand
- Vegard Samdahl
- Dawid Nilsson